# All for Metal
All for Metal ist eine internationale Metal-Band, deren Stil sich hauptsächlich aus den Genres Power Metal und True Metal ergibt.

## Geschichte
All for Metal wurde 2022 von Tim „Tetzel“ Schmidt, dem Sänger von Asenblut, Antonio Calanna von DeVicious (beide als Sänger) und dem Produzenten Hardy Krech gegründet. Die Band wurde beim Label AFM Records unter Vertrag genommen und veröffentlichte im Jahr 2023 ihr erstes Album namens Legends. Dieses wurde gemischt aufgefasst. Neben Lob für den klassischen Metal-Sound, die Eingängigkeit der Musik und die Vocals von Calanna erntete Legends auch Kritik, insbesondere für die oft als eher schwach aufgefasste Leistung von Sänger Tetzel und den übermäßigen Einsatz von Klischees. Zudem wurde von einigen Metal-Hardlinern der eher weiche und allgemeintaugliche Klang des Albums bemängelt. Das Album erreichte Platz 51 der deutschen und Platz 94 der Schweizer Charts. 2024 wurde die Band bei Reigning Phoenix Music unter Vertrag genommen und veröffentlichte ihr zweites Album namens Gods of Metal. Dieses wurde ähnlich aufgefasst und konnte die Kritiker des ersten Albums weiterhin nicht von der Band überzeugen, während Befürworter ihr Fazit ähnlich positiv ausfallen ließen wie schon bei Legends. Es konnte Platz 12 der deutschen Charts erreichen. Live waren All for Metal auf verschiedenen Festivals und als Vorband unter anderem für Wind Rose und Lordi zu sehen. Eine Tour als (Co-)Headliner (mit Grailknights) ist für Herbst 2025 angekündigt.

## Stil
Allgemein ist All for Metal stark von bekannten Metal-Bands, insbesondere aus den Subgenres Power- und True Metal, wie zum Beispiel Manowar, HammerFall oder Gloryhammer inspiriert. Ähnlich wie bei Bands wie Grailknights, Nanowar of Steel oder Alestorm werden die Metal-Elemente absichtlich überhöht eingesetzt.

### Musik
Die Musik von All for Metal besteht hauptsächlich aus epischem Power Metal. Sie ist geprägt von kraftvollen, eingängigen Riffs, treibenden Double-Bass-Drums und hymnischen Refrains. Die eher popähnlichen Melodien werden mit Effekten und Stilmitteln aus dem Metal verbunden, um eine eingängige und dennoch einigermaßen harte Klangsilhouette zu erschaffen.

### Texte
Die Songtexte behandeln die nordische Götterwelt, fernöstliche Mythen und auch klassische Fantasy-Motive. Die Themen Kampf, Zusammenhalt und Mythos dominieren die Texte. Es wird sehr viel mit typischen Metal-Klischees und -Stilmitteln gearbeitet, was für Kritiker teilweise schon fast satirisch wirkt und überladen erscheinen kann. Unterstützer heben jedoch genau diese gewollte Übertreibung positiv hervor.

### Instrumentalisierung
Das Lineup besteht, wie im Metal verbreitet, aus zwei Gitarren, Bass, Schlagzeug und Gesang. Untypisch ist das Zusammenspiel von zwei Sängern. Diese Konstellation verleiht den Songs zusätzliche Dynamik, indem die tiefe, fast schon gutturale Stimme von Tetzel mit der eher in hohen Tonlagen angesiedelten Stimme von Antonio Calanna harmoniert. Zusätzlich wird die Band von zwei Tänzerinnen begleitet.

## Galerie

All For Metal live
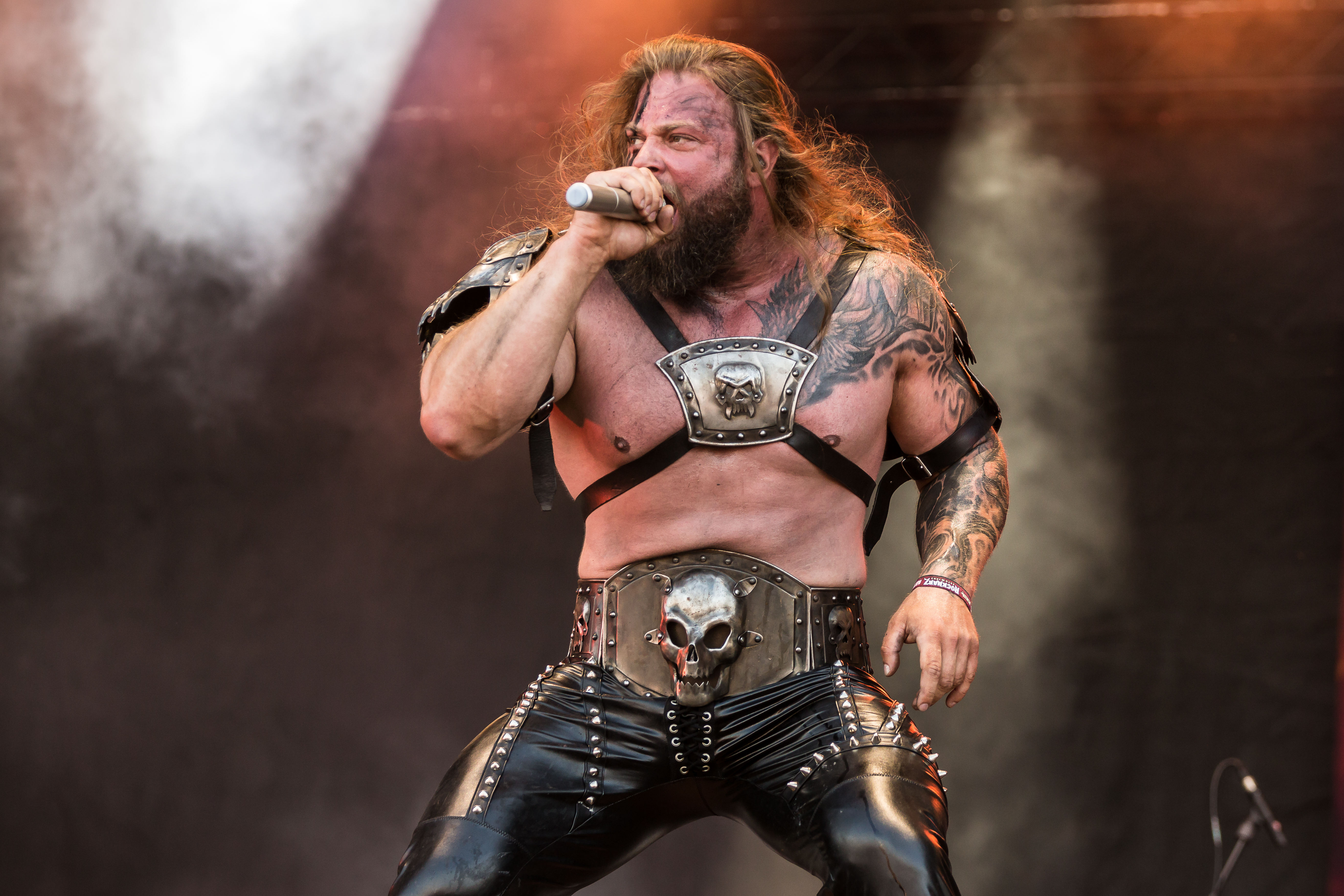
Sänger Tim „Tetzel“ Schmidt
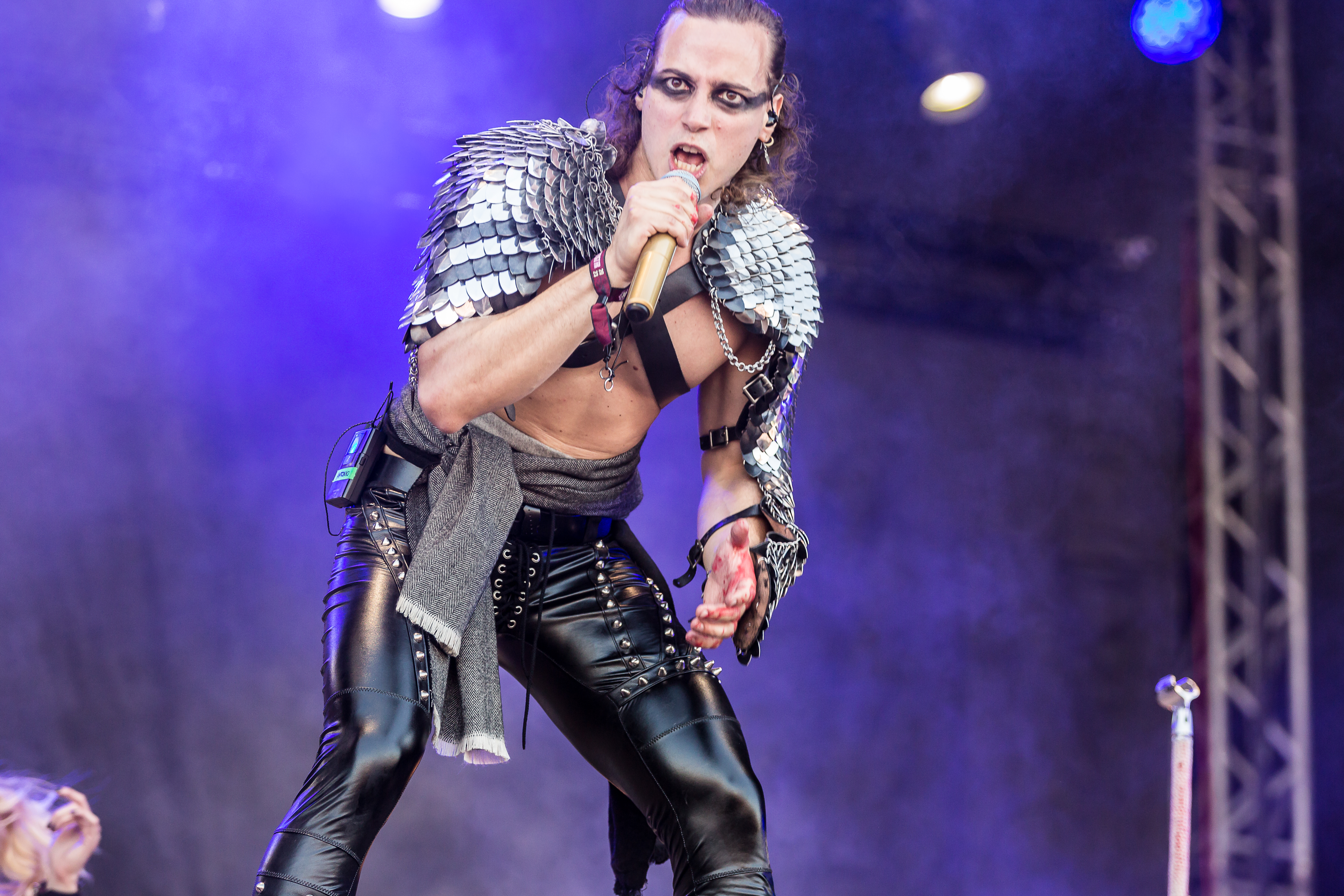
Sänger Antonio Calanna
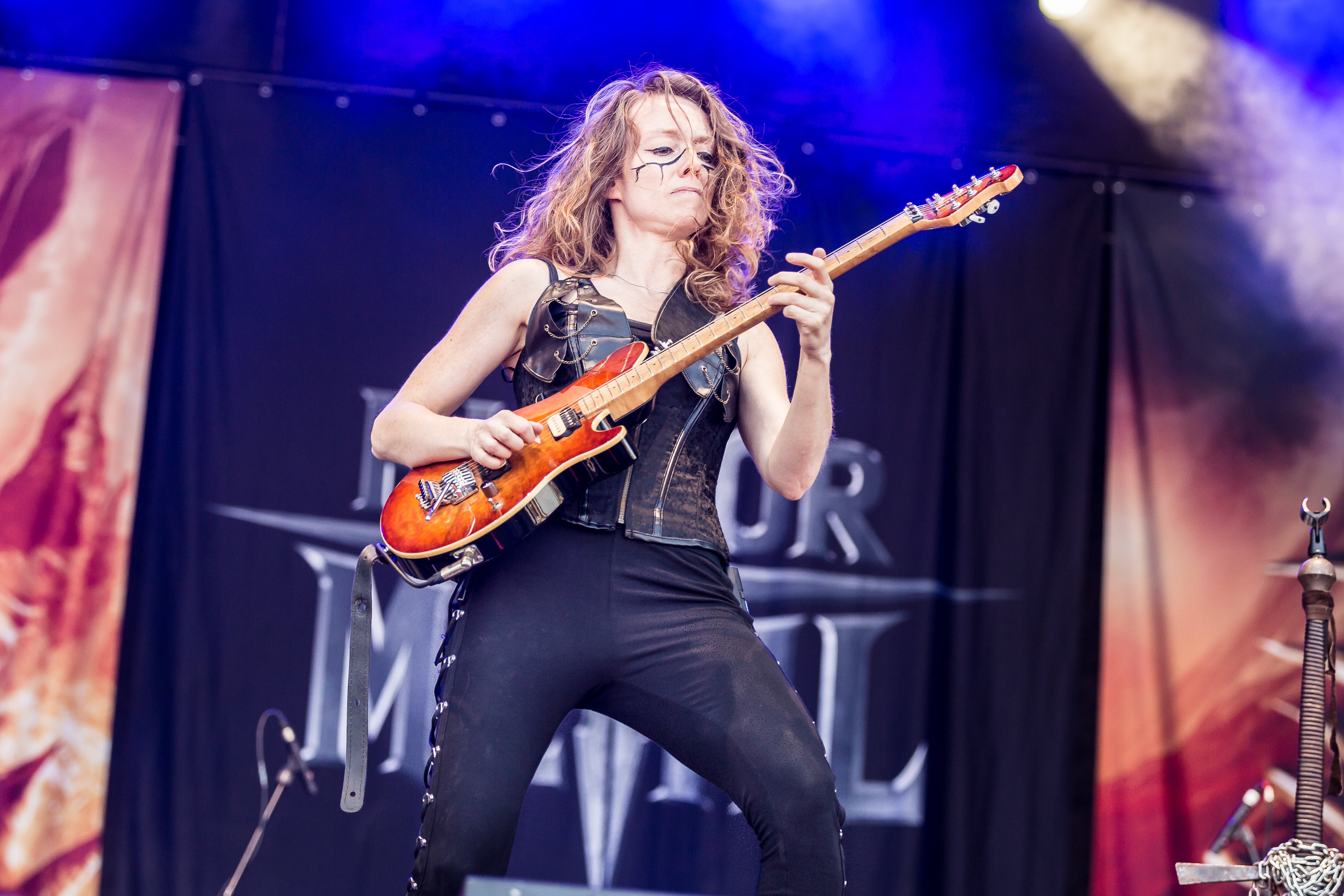
Gitarristin Ursula Zanichelli
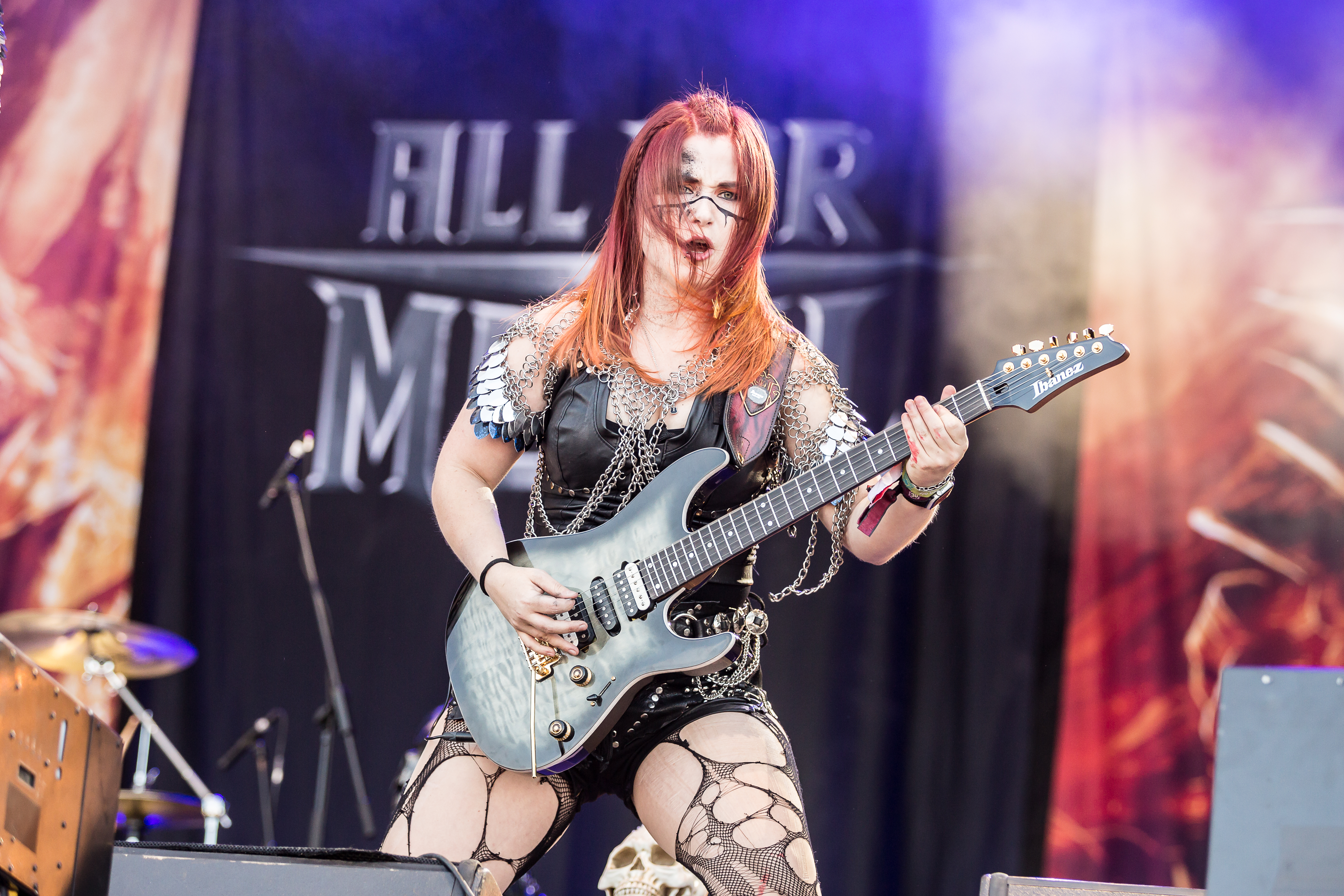
Gitarristin Jasmin Pabst
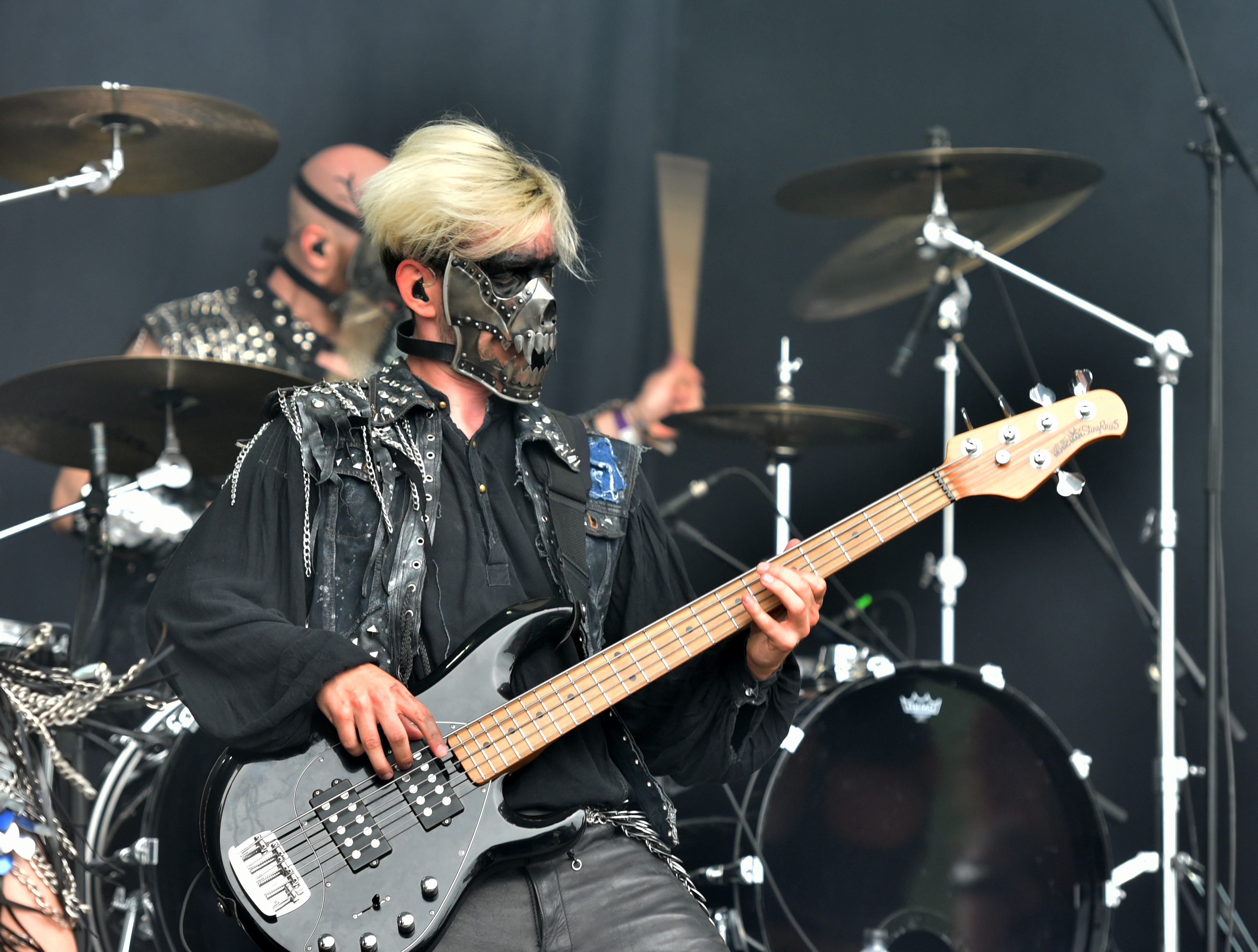
Bassist Florian Toma
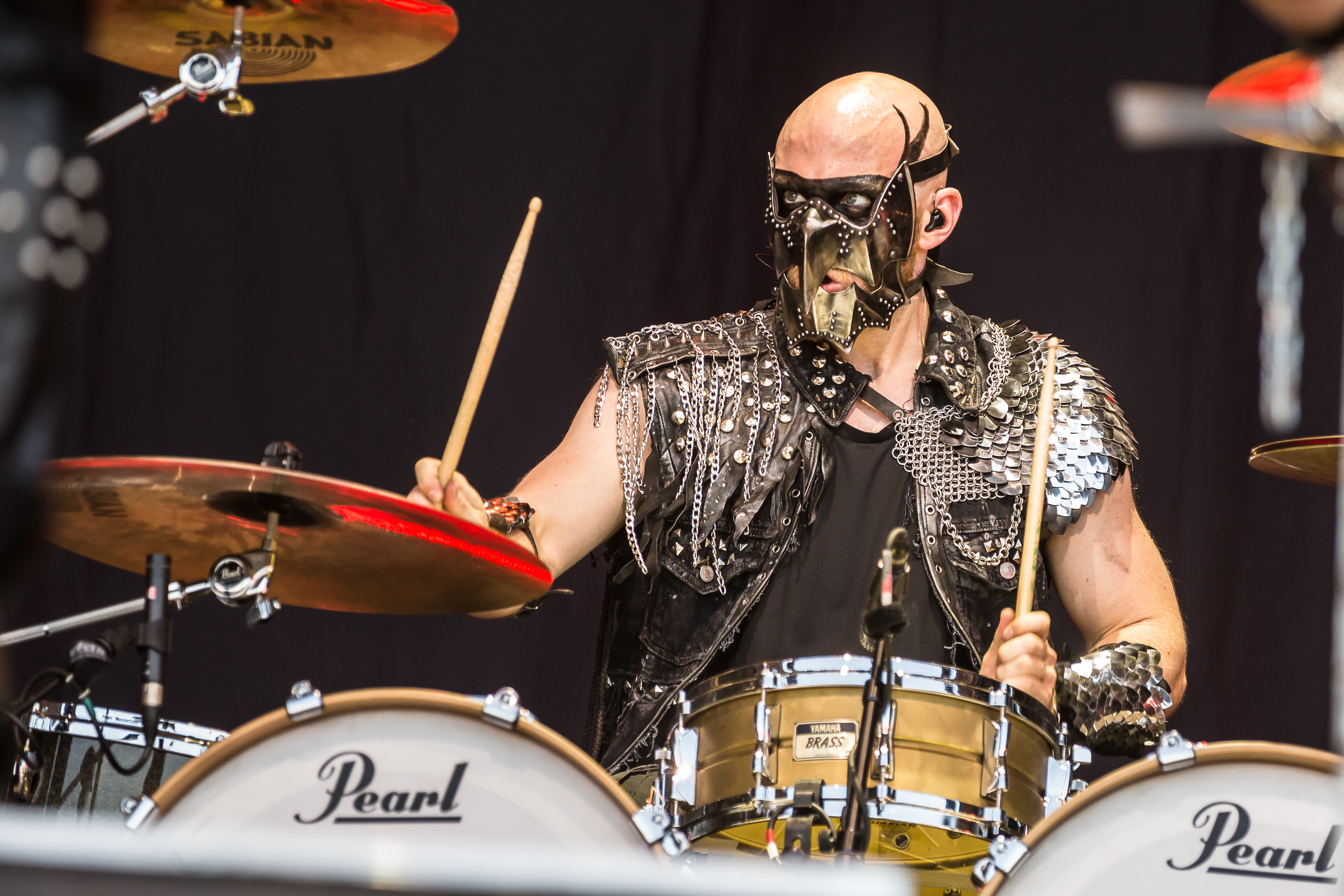
Schlagzeuger Leif Jensen

## Diskografie

### Alben
- 2023: Legends (Album, CD/LP, AFM Records)
- 2024: Gods of Metal (Album, CD/LP, Reigning Phoenix Music)

### Musikvideos
- 2022: All for Metal
- 2022: Born in Valhalla
- 2023: Raise Your Hammer
- 2023: Legends Never Die
- 2023: Mountain of Power
- 2023: Hear the Drum
- 2023: Goddess of War
- 2023: Run
- 2023: Fury of the Gods
- 2023: Gods of Metal
- 2023: Temple of Silence
- 2023: Year of the Dragon